# Dolmen von Skjeltorp
Koordinaten: 59° 12′ 52,4″ N, 11° 7′ 2″ O
Der Dolmen von Skjeltorp (norwegisch Skjeltorpdyssen) liegt in Skjeberg bei Sarpsborg in Østfold in Norwegen. Skjeltorp ist der bekannteste von nur fünf Dolmen in Norwegen, die alle nahe der Grenze zu Schweden liegen oder lagen (nur zwei sind erhalten).  Der zweite noch vorhandene, der Dolmen von Rødtangen, befindet sich in Hurum.

## Beschreibung
Die Megalithanlage blieb bis zu ihrer Zerstörung, die im Jahre 1872 begann, völlig intakt. 1942 wurde sie nach früheren Beschreibungen und Zeichnungen rekonstruiert. Die seitlichen Tragsteine und der Deckstein waren verfügbar, jedoch wurde die Anlage rund 200 m östlich des ursprünglichen Standortes rekonstruiert. Der Boden an der ursprünglichen Stelle wurde ausgegraben und hat einige Erkenntnisse über die Trichterbecherkultur (TBK) erbracht. Holzkohle ermöglichte die Datierung auf etwa 3000 v. Chr. Heute liegt der Dolmen neben einem Kornfeld in einem Tannenwald.

## Trivia
Anders Lorange schreibt in einem Bericht aus dem Jahr 1872, dass ein einheimischer Landwirt die Deckenplatte als Baumaterial auf seinem Bauernhof brachte. Er starb bald danach. Einige Jahre später wurden die vier Tragsteine von zwei anderen Landwirten entfernt. Bald nachdem sie die Steine entfernt hatten, starben auch sie.